# Kot wędkarz
Kot wędkarz (ros. Кот-рыболов) – radziecki krótkometrażowy film animowany z 1964 roku w reżyserii Władimira Połkownikowa. Scenariusz napisał Władimir Sutiejew.

## Obsada (głosy)
- Jewgienij Leonow jako Kot
- Olga Arosiewa jako Lisica
- Erast Garin jako Wilk
- Anatolij Papanow jako Niedźwiedź